# Rogelio Funes Mori
Rogelio Gabriel Funes Mori  (Mendoza, 5 de marzo de 1991) es un futbolista argentino-mexicano que juega de delantero en el Club León de la Primera División de México. Es hermano del también futbolista Ramiro Funes Mori.

## Trayectoria

### River Plate
Debutó frente a Vélez Sarsfield en la derrota 3-1 correspondiente al Torneo Apertura 2009. Consiguió su primer gol en la victoria de su equipo por 2-0 frente a Tigre en ese mismo torneo. Al siguiente torneo consigue cuatro goles, un triplete contra Racing Club y el otro nuevamente frente a Tigre.
El Torneo Apertura 2010 comenzaría muy bien para Rogelio ya que en primeras seis fechas marcó cuatro goles: uno a Tigre, dos a Independiente y el restante frente a Arsenal de Sarandí. Pero pasaría un mal momento futbolístico a finales del 2010 y terminó por tener un año entero de sequía (River descendió a la segunda división, perdiendo de local contra Club Belgrano). 
Ya jugando en la Primera B Nacional volvió a convertir un gol en la quinta fecha ante Defensa y Justicia para romper la sequía. Convirtió su segundo gol en la séptima fecha ante Gimnasia y Esgrima de La Plata. Luego volvió a anotar un gol en la vigésima segunda fecha ante Sportivo Desamparados, dándose un caso particular porque en ese partido también hizo un gol Ramiro. En la Copa Argentina 2011-12 anotó dos goles, uno ante Sportivo Belgrano por dieciseisavos de final, y el otro ante San Lorenzo por cuartos de final. Su cuarto y último gol en la B Nacional se lo convirtió a Boca Unidos en la trigésima sexta fecha.
Fue decisivo en la última fecha de la B Nacional cuando River se jugaba el ascenso a primera ingresando en el complemento y generando una asistencia de cabeza para el primer gol del partido, después asistiendo a Martín Aguirre, a quien le convierten penal que terminaría errando David Trezeguet, y luego peleando una pelota que termina ganando y asistiendo para el segundo gol. En ambos casos las asistencias fueron para los goles de David Trezeguet.
Ya en la vuelta de River a Primera División, en la primera fecha del Torneo Inicial ante Belgrano de Córdoba (equipo contra el cual descendió jugando la promoción), le tocaría errar un penal con el partido 1-2 a favor de Belgrano, el partido terminaría con ese resultado. En la segunda fecha metería un doblete contra Estudiantes de La Plata para darle la victoria a River Plate por 2-0. Volvería a marcar frente Newell's Old Boys en un empate 3-3. En su primer partido como suplente del mismo torneo marcaría un doblete frente a Arsenal de Sarandí en la victoria de su equipo por 4-0.

### Benfica
En agosto de 2013, tras ser apartado del plantel millonario por el entrenador Ramón Díaz, llega al conjunto portugués.

### Eskişehirspor
Fue cedido por una temporada y un costo de 2 millones de euros al equipo Eskişehirspor. En su paso por el equipo turco, cosechó 14 goles en 36 partidos entre partidos de liga y copa.[cita requerida]

### Club de Fútbol Monterrey
Llegó al cuadro regiomontano como refuerzo para el Apertura 2015. En la jornada 3 contra el Atlas, Funes Mori marcó su primer gol y su primer doblete con el equipo de Monterrey. En la jornada 4 marcó el primer gol oficial de un jugador de Rayados en el nuevo estadio de Monterrey, el Estadio BBVA Bancomer. En el Clásico Regiomontano, logró marcarle a los Tigres de la UANL. Sin embargo, los Rayados perderían el encuentro por marcador de 3-1. 
En su primera campaña quedó empatado con André-Pierre Gignac en tercer lugar en la tabla de goleo individual del Apertura 2015 con 11 goles, anotando gol cada 128.9 minutos en promedio. Además, se posicionó en el quinto lugar en la tabla de asistencias con 5. 
Al siguiente torneo, fue pieza importante para que Monterrey obtuviera el subcampeonato del Clausura 2016 anotando dos goles en la liguilla por el título, uno de ellos a los Tigres, en una nueva edición del Clásico Regiomontano que en esta ocasión su equipo ganaría por marcador de 3-1.
En la fecha 4 del Apertura 2016 marcó su primer hat-trick contra el León.
En el Apertura 2017 anotó 12 goles, 6 de ellos en la liguilla donde obtuvo el subcampeonato con Monterrey, tras caer en la final contra Tigres por marcador global de 3-2.
Además obtuvo la Copa MX en la edición del Apertura 2017 tras derrotar 1-0 al Pachuca en el Estadio BBVA Bancomer.
A inicios del 2019 reconoció su interés de formar parte de la Selección de fútbol de México dirigida por Gerardo Martino.
A pesar del corto tiempo que llevó en el equipo regiomontano se había convertido en uno de los favoritos de la afición y uno de los mayores goleadores históricos del equipo. Anotó su gol #100 con el equipo el 18 de diciembre de 2019 en el partido de Semifinal contra el Liverpool de Inglaterra durante el Mundial de Clubes de Catar, haciendo el 1-1 parcial al minuto 13.
En el Apertura 2019 de la Liga MX quedó campeón, en dicha serie en el juego de  ida convirtió uno de los goles más hermosos que se han visto en el estadio BBVA de una manera extraordinaria, llegandose la parte final del Partido anotó nada más ni nada menos que un golazo de Chilena, en la vuelta le dio a Rayados el gol del empate en la final en contra del América, para así llevar el encuentro a tiempo extra; dónde finalmente el equipo regiomontano se coronó, ganando el encuentro en la tanda de penaltis 4-2.
En junio de 2020, el jugador comunicó por medio de sus redes sociales que estaba infectado de Covid-19, aunque era un paciente asintomático. Al tiempo, brindó una nota donde explicó que seguramente se contagió el virus en un supermercado, ya que no iba a otros lugares más que a hacer las compras necesarias.

### Pumas de la UNAM
El 9 de enero de 2024 se hizo oficial su llegada al cuadro de los Pumas luego de varios días de rumores. 

## Selección nacional

### Categorías inferiores
Fue convocado por primera vez para integrar la Selección Argentina Sub-18 el 24 de abril de 2009 junto con su hermano Ramiro y otros compañeros de River. Su primer partido fue ante un combinado de la ciudad de Dolores en la victoria de su equipo por 1-0. El 16 de septiembre jugó en Chubut su segundo encuentro. Con esta Selección disputó 2 partidos sin anotar goles.
Fue seleccionado por Sergio Batista para disputar el Torneo internacional Sub-20 de Punta del Este con la Selección Argentina Sub-20, pero no asistió debido a que el entrenador de River Plate, Leonardo Astrada le pidió que se quedara para hacer la pretemporada con el club.
Su primer partido fue ante un combinado de la selección francesa sub-23, en donde Funes Mori anotó dos goles para su equipo.

### Selección absoluta
Fue convocado por primera vez para formar parte de la Selección de Argentina el 10 de septiembre de 2012 por el director técnico Alejandro Sabella para jugar un partido amistoso contra la Selección de Brasil correspondiente al Superclásico de las Américas en Goiânia, Brasil el 19 de septiembre de 2012 e hizo su debut a los 30 minutos del segundo tiempo tras reemplazar a Hernán Barcos.
Después de obtener su naturalización y convertirse en ciudadano mexicano, el 19 de junio de 2021 Gerardo Martino lo incluyó en la convocatoria de la Selección de México para disputar dos duelos amistosos ante las selecciones de Panamá y Nigeria. El 3 de julio de 2021, en su debut con la Selección de fútbol de México marcaría su primer gol al minuto 4 en contra de Nigeria, en la victoria por 4-0 del conjunto mexicano frente al seleccionado africano.

### Participaciones en fases finales
| Torneo                          | Selección        | Sede           | Resultado     | Partidos | Goles |
| ------------------------------- | ---------------- | -------------- | ------------- | -------- | ----- |
| Campeonato Sudamericano de 2011 | Argentina Sub-20 | Perú           | Tercer puesto | 6        | 2     |
| Copa Oro de 2021                | México           | Estados Unidos | Subcampeón    | 6        | 3     |
| Copa Mundial de Fútbol de 2022  | México           | Catar          | Primera Fase  | 1        | 0     |

## Estadísticas

### Clubes
Actualizado al último partido jugado el 15 de agosto de 2025.
| Club                       | Div.                | Temporada           | Liga  | Liga  | Liga   | Copas nacionales | Copas nacionales | Copas nacionales | Copas internacionales | Copas internacionales | Copas internacionales | Total | Total | Total  | Media goleadora |
| Club                       | Div.                | Temporada           | Part. | Goles | Asist. | Part.            | Goles            | Asist.           | Part.                 | Goles                 | Asist.                | Part. | Goles | Asist. | Media goleadora |
| -------------------------- | ------------------- | ------------------- | ----- | ----- | ------ | ---------------- | ---------------- | ---------------- | --------------------- | --------------------- | --------------------- | ----- | ----- | ------ | --------------- |
| River Plate Argentina      | 1.ª                 | 2009-10             | 19    | 5     | 2      | —                | —                | —                | —                     | —                     | —                     | 19    | 5     | 2      | 0.26            |
| River Plate Argentina      | 1.ª                 | 2010-11             | 26    | 4     | 2      | —                | —                | —                | —                     | —                     | —                     | 26    | 4     | 2      | 0.15            |
| River Plate Argentina      | 2.ª                 | 2011-12             | 21    | 4     | 4      | 4                | 2                | 1                | —                     | —                     | —                     | 25    | 6     | 5      | 0.24            |
| River Plate Argentina      | 1.ª                 | 2012-13             | 32    | 7     | 2      | —                | —                | —                | —                     | —                     | —                     | 32    | 7     | 2      | 0.22            |
| River Plate Argentina      | Total               | Total               | 98    | 20    | 10     | 4                | 2                | 1                | —                     | —                     | —                     | 102   | 22    | 11     | 0.22            |
| S. L. Benfica Portugal     | 1.ª                 | 2013-14             | 2     | 0     | 0      | 3                | 0                | 0                | —                     | —                     | —                     | 5     | 0     | 0      | 0.00            |
| S. L. Benfica Portugal     | Total               | Total               | 2     | 0     | 0      | 3                | 0                | 0                | 0                     | 0                     | 0                     | 5     | 0     | 0      | 0.00            |
| S. L. Benfica "B" Portugal | 2.ª                 | 2013-14             | 12    | 13    | 3      | —                | —                | —                | —                     | —                     | —                     | 12    | 13    | 3      | 1.08            |
| S. L. Benfica "B" Portugal | Total               | Total               | 12    | 13    | 3      | 0                | 0                | 0                | 0                     | 0                     | 0                     | 12    | 13    | 3      | 1.08            |
| Eskişehirspor Turquía      | 1.ª                 | 2014-15             | 29    | 8     | 7      | 7                | 6                | 1                | —                     | —                     | —                     | 36    | 14    | 8      | 0.38            |
| Eskişehirspor Turquía      | Total               | Total               | 29    | 8     | 7      | 7                | 6                | 1                | 0                     | 0                     | 0                     | 36    | 14    | 8      | 0.38            |
| C. F. Monterrey · México   | 1.ª                 | 2015-16             | 36    | 20    | 8      | 8                | 5                | 1                | —                     | —                     | —                     | 44    | 25    | 9      | 0.57            |
| C. F. Monterrey · México   | 1.ª                 | 2016-17             | 33    | 15    | 3      | 6                | 7                | 1                | 2                     | 0                     | 0                     | 41    | 22    | 4      | 0.54            |
| C. F. Monterrey · México   | 1.ª                 | 2017-18             | 32    | 17    | 8      | 8                | 2                | 1                | —                     | —                     | —                     | 40    | 19    | 9      | 0.48            |
| C. F. Monterrey · México   | 1.ª                 | 2018-19             | 31    | 16    | 2      | 5                | 2                | 0                | 7                     | 2                     | 1                     | 43    | 20    | 3      | 0.47            |
| C. F. Monterrey · México   | 1.ª                 | 2019-20             | 30    | 15    | 3      | 6                | 3                | 2                | 3                     | 2                     | 0                     | 39    | 20    | 5      | 0.51            |
| C. F. Monterrey · México   | 1.ª                 | 2020-21             | 34    | 15    | 4      | —                | —                | —                | 6                     | 3                     | 0                     | 40    | 18    | 4      | 0.45            |
| C. F. Monterrey · México   | 1.ª                 | 2021-22             | 24    | 9     | 0      | —                | —                | —                | 2                     | 1                     | 0                     | 26    | 10    | 0      | 0.38            |
| C. F. Monterrey · México   | 1.ª                 | 2022-23             | 31    | 18    | 3      | —                | —                | —                | —                     | —                     | —                     | 31    | 18    | 3      | 0.58            |
| C. F. Monterrey · México   | 1.ª                 | 2023                | 17    | 7     | 2      | —                | —                | —                | 7                     | 1                     | 0                     | 24    | 8     | 2      | 0.33            |
| C. F. Monterrey · México   | Total               | Total               | 268   | 132   | 33     | 33               | 19               | 5                | 27                    | 9                     | 1                     | 328   | 160   | 39     | 0.48            |
| Pumas UNAM · México        | 1.ª                 | 2024                | 12    | 1     | 1      | —                | —                | —                | —                     | —                     | —                     | 12    | 1     | 1      | 0.08            |
| Pumas UNAM · México        | 1.ª                 | 2024-25             | 32    | 1     | 3      | —                | —                | —                | 9                     | 2                     | 0                     | 41    | 3     | 3      | 0.07            |
| Pumas UNAM · México        | Total               | Total               | 44    | 2     | 4      | 0                | 0                | 0                | 9                     | 2                     | 0                     | 53    | 4     | 4      | 0.07            |
| Club León · México         | 1.ª                 | 2025                | 3     | 0     | 0      | —                | —                | —                | 3                     | 1                     | 0                     | 6     | 1     | 0      | 0.16            |
| Club León · México         | Total               | Total               | 3     | 0     | 0      | 0                | 0                | 0                | 3                     | 1                     | 0                     | 6     | 1     | 0      | 0.16            |
| Total en su carrera        | Total en su carrera | Total en su carrera | 456   | 175   | 57     | 47               | 27               | 7                | 39                    | 12                    | 1                     | 542   | 214   | 65     | 0.39            |
| 1. 2. 3.                   |                     |                     |       |       |        |                  |                  |                  |                       |                       |                       |       |       |        |                 |

### Selección
Actualizado al último partido jugado el 9 de noviembre de 2022.
| Selección         | Año   | Eliminatorias | Eliminatorias | Eliminatorias | Continental | Continental | Continental | Mundial | Mundial | Mundial | Amistosos | Amistosos | Amistosos | Total | Total | Total  | Media goleadora |
| Selección         | Año   | Part.         | Goles         | Asist.        | Part.       | Goles       | Asist.      | Part.   | Goles   | Asist.  | Part.     | Goles     | Asist.    | Part. | Goles | Asist. | Media goleadora |
| ----------------- | ----- | ------------- | ------------- | ------------- | ----------- | ----------- | ----------- | ------- | ------- | ------- | --------- | --------- | --------- | ----- | ----- | ------ | --------------- |
| Absoluta · México |       |               |               |               |             |             |             |         |         |         |           |           |           |       |       |        |                 |
| 2021              | 6     | 1             | 0             | 6             | 3           | 0           | —           | —       | —       | 1       | 1         | 0         | 13        | 5     | 0     | 0.38   |                 |
| 2022              | 2     | 0             | 0             | -             | -           | -           | 1           | 0       | 0       | 1       | 1         | 0         | 4         | 1     | 0     | 0.25   |                 |
| Total             | Total | 8             | 1             | 0             | 6           | 3           | 0           | 1       | 0       | 0       | 2         | 2         | 0         | 17    | 6     | 0      | 0.35            |
| 1.                |       |               |               |               |             |             |             |         |         |         |           |           |           |       |       |        |                 |

#### Partidos internacionales
La siguiente tabla detalla los encuentros disputados por Rogelio Funes Mori en selección.
| Detalle de partidos internacionales | Detalle de partidos internacionales | Detalle de partidos internacionales                | Detalle de partidos internacionales | Detalle de partidos internacionales | Detalle de partidos internacionales | Detalle de partidos internacionales | Detalle de partidos internacionales                  |
| N.º                                 | Fecha                               | Estadio                                            | Rival                               | Resultado                           | Goles                               | Asist.                              | Competición                                          |
| Selección de Argentina              | Selección de Argentina              | Selección de Argentina                             | Selección de Argentina              | Selección de Argentina              | Selección de Argentina              | Selección de Argentina              | Selección de Argentina                               |
| ----------------------------------- | ----------------------------------- | -------------------------------------------------- | ----------------------------------- | ----------------------------------- | ----------------------------------- | ----------------------------------- | ---------------------------------------------------- |
| 1.                                  | 19 de septiembre de 2012            | Serra Dourada, Goiânia, Brasil                     | Brasil                              | 2:1                                 |                                     |                                     | Amistoso                                             |
| Selección de México                 |                                     |                                                    |                                     |                                     |                                     |                                     |                                                      |
| 1.                                  | 3 de julio de 2021                  | Memorial Coliseum, Los Ángeles, Estados Unidos     | Nigeria                             | 4:0                                 | 1                                   |                                     | Amistoso                                             |
| 2.                                  | 10 de julio de 2021                 | AT&T Stadium, Arlington, Estados Unidos            | Trinidad y Tobago                   | 0:0                                 |                                     |                                     | Copa Oro de 2021                                     |
| 3.                                  | 14 de julio de 2021                 | Cotton Bowl, Dallas, Estados Unidos                | Guatemala                           | 0:3                                 | 2                                   |                                     | Copa Oro de 2021                                     |
| 4.                                  | 18 de julio de 2021                 | Cotton Bowl, Dallas, Estados Unidos                | El Salvador                         | 1:0                                 |                                     |                                     | Copa Oro de 2021                                     |
| 5.                                  | 24 de julio de 2021                 | State Farm, Glendale, Estados Unidos               | Honduras                            | 3:0                                 | 1                                   |                                     | Copa Oro de 2021                                     |
| 6.                                  | 29 de julio de 2021                 | NRG, Houston, Estados Unidos                       | Canadá                              | 2:1                                 |                                     |                                     | Copa Oro de 2021                                     |
| 7.                                  | 1 de agosto de 2021                 | Allegiant, Paradise, Estados Unidos                | Estados Unidos                      | 1:0                                 |                                     |                                     | Copa Oro de 2021                                     |
| 8.                                  | 2 de septiembre de 2021             | Estadio Azteca, Ciudad de México, México           | Jamaica                             | 2:1                                 |                                     |                                     | Clasificación para la Copa Mundial de Fútbol de 2022 |
| 9.                                  | 5 de septiembre de 2021             | Estadio Nacional, San José, Costa Rica             | Costa Rica                          | 0:1                                 |                                     |                                     | Clasificación para la Copa Mundial de Fútbol de 2022 |
| 10.                                 | 8 de septiembre de 2021             | Estadio Rommel Fernández, Ciudad de Panamá, Panamá | Panamá                              | 1:1                                 |                                     |                                     | Clasificación para la Copa Mundial de Fútbol de 2022 |
| 11.                                 | 10 de octubre de 2021               | Estadio Azteca, Ciudad de México, México           | Honduras                            | 3:0                                 | 1                                   |                                     | Clasificación para la Copa Mundial de Fútbol de 2022 |
| 12.                                 | 13 de octubre de 2021               | Estadio Cuscatlán, San Salvador, El Salvador       | El Salvador                         | 0:2                                 |                                     |                                     | Clasificación para la Copa Mundial de Fútbol de 2022 |
| 13.                                 | 12 de noviembre de 2021             | TQL Stadium, Cincinnati, Estados Unidos            | Estados Unidos                      | 2:0                                 |                                     |                                     | Clasificación para la Copa Mundial de Fútbol de 2022 |
| 14.                                 | 27 de enero de 2022                 | Independence Park, Kingston, Jamaica               | Jamaica                             | 1:2                                 |                                     |                                     | Clasificación para la Copa Mundial de Fútbol de 2022 |
| 15.                                 | 30 de enero de 2022                 | Estadio Azteca, Ciudad de México, México           | Costa Rica                          | 0:0                                 |                                     |                                     | Clasificación para la Copa Mundial de Fútbol de 2022 |
| 16.                                 | 09 de noviembre de 2022             | Estadio Municipal de Montilivi, Gerona, España     | Irak                                | 4:0                                 | 1                                   |                                     | Amistoso                                             |
| 17.                                 | 30 de noviembre de 2022             | Estadio Icónico de Lusail, Lusail, Catar           | Arabia Saudita                      | 1:2                                 |                                     |                                     | Copa Mundial de Fútbol 2022                          |

### Resumen estadístico
| Competición/Selección         | Partidos | Goles | Asistencias | Promedio |
| ----------------------------- | -------- | ----- | ----------- | -------- |
| Primera división              | 388      | 157   | 51          | 0.40     |
| Segunda división              | 33       | 17    | 7           | 0.51     |
| Copas nacionales              | 47       | 27    | 7           | 0.57     |
| Copas internacionales         | 27       | 9     | 1           | 0.36     |
| Selección de Argentina sub-17 | 2        | 0     | 0           | 0.00     |
| Selección de Argentina Sub-20 | 12       | 4     | 0           | 0.33     |
| Selección de Argentina        | 1        | 0     | 0           | 0.00     |
| Selección de México           | 17       | 6     | 0           | 0.35     |
| Total                         | 527      | 220   | 62          | 0.41     |

### Hat-tricks o más
| Partidos en los que anotó tres goles o más | Partidos en los que anotó tres goles o más | Partidos en los que anotó tres goles o más      | Partidos en los que anotó tres goles o más | Partidos en los que anotó tres goles o más | Partidos en los que anotó tres goles o más | Partidos en los que anotó tres goles o más | Partidos en los que anotó tres goles o más |
| #                                          | Fecha                                      | Lugar                                           | Partido                                    | Goles                                      | Resultado                                  | Competición                                |                                            |
| ------------------------------------------ | ------------------------------------------ | ----------------------------------------------- | ------------------------------------------ | ------------------------------------------ | ------------------------------------------ | ------------------------------------------ | ------------------------------------------ |
| 1                                          | 8 de mayo de 2010                          | Estadio Presidente Perón, Avellaneda, Argentina | Racing Club - River Plate                  |                                            | 0 - 3                                      | Primera División de Argentina              |                                            |
| 2                                          | 15 de marzo de 2014                        | Benfica Campus, Seixal, Portugal                | Benfica "B" - SC Covillã                   |                                            | 4 - 0                                      | Segunda División de Portugal               |                                            |
| 3                                          | 23 de setiembre de 2014                    | Tarsus City Stadium, Tarsus, Turquía            | Tarsus Idman Yurdu - Eskisehirspor         |                                            | 1 - 6                                      | Copa de Turquía                            |                                            |
| 4                                          | 7 de agosto de 2016                        | Estadio León, Guanajuato, México                | León - Monterrey                           |                                            | 0 - 3                                      | Liga MX                                    |                                            |
| 5                                          | 4 de diciembre de 2017                     | Estadio BBVA, Monterrey, México                 | Monterrey - Morelia                        |                                            | 4 - 0                                      | Liga MX                                    |                                            |
| 6                                          | 15 de abril de 2019                        | Estadio BBVA, Monterrey, México                 | Monterrey - Santos Laguna                  |                                            | 4 - 0                                      | Liga MX                                    |                                            |
| 7                                          | 22 de enero de 2023                        | Estadio BBVA, Monterrey, México                 | Monterrey - Atlético San Luis              |                                            | 3 - 1                                      | Liga MX                                    |                                            |
| 8                                          | 30 de abril de 2023                        | Estadio BBVA, Monterrey, México                 | Monterrey - Pumas UNAM                     |                                            | 4 - 1                                      | Liga MX                                    |                                            |

## Palmarés

### Títulos nacionales
| Título             | Club              | País      | Año  |
| ------------------ | ----------------- | --------- | ---- |
| Primera B Nacional | C. A. River Plate | Argentina | 2012 |
| Copa de la Liga    | S. L. Benfica     | Portugal  | 2014 |
| Primeira Liga      | S. L. Benfica     | Portugal  | 2014 |
| Copa de Portugal   | S. L. Benfica     | Portugal  | 2014 |
| Copa México        | C. F. Monterrey   | México    | 2017 |
| Primera División   | C. F. Monterrey   | México    | 2019 |
| Copa México        | C. F. Monterrey   | México    | 2020 |

### Títulos internacionales
| Título            | Club            | País              | Año  |
| ----------------- | --------------- | ----------------- | ---- |
| Liga de Campeones | C. F. Monterrey | América del Norte | 2019 |
| Liga de Campeones | C. F. Monterrey | América del Norte | 2021 |

### Distinciones individuales
| Distinción                                                 | Año  |
| ---------------------------------------------------------- | ---- |
| Mejor gol de la temporada en la Primera División de México | 2016 |
| Máximo goleador de la Copa México (7 goles)                | 2017 |
| Incluido en el Once Ideal de la Primera División de México | 2019 |
| Mejor gol de la temporada en la Primera División de México | 2019 |
| Máximo goleador histórico del Monterrey (160 goles)        | 2021 |
| Mejor jugador de la Liga de Campeones de la Concacaf       | 2021 |
| Incluido en el Once Ideal de la Copa Oro                   | 2021 |
| Incluido en el Equipo del Año de la CONCACAF por la IFFHS  | 2021 |

## Vida personal
En el 2001 dejó, junto con la familia, su Mendoza natal para buscar un mejor destino en los Estados Unidos. Se instalaron en la ciudad de Dallas. Su mamá consiguió trabajo de cajera y su padre en un taller mecánico. Jugó al baloncesto, pero nunca dejó de seguir a River ni de ilusionarse con triunfar en el fútbol. El salto lo dio junto a su hermano en 2008. Él tiene su propia familia es casado y tiene 2 hijos.
Participaron en el reality show "Sueño MLS". Entre los 2000 participantes, los dos quedaron entre los cinco finalistas. Ganó Rogelio. El premio era llegar al FC Dallas, en donde estuvieron en las categorías inferiores.
Al poco tiempo recibieron otra sorpresa: un ofrecimiento para ir a una prueba al Chelsea FC. Allí estaban los jóvenes de las inferiores de River Plate disputando un torneo internacional ante el equipo de Didier Drogba. Finalmente, en febrero de 2009, los dos hermanos llegaron a River Plate.